# منتخب جزر كوك للكريكت
منتخب جزر كوك للكريكت (بالإنجليزية: Cook Islands national cricket team)‏ هو ممثل جزر كوك الرسمي في المنافسات الدولية في الكريكت
.